# Pour une critique de la violence
Pour une critique de la violence (Zur Kritik der Gewalt) est un essai du philosophe germanophone Walter Benjamin publié en août 1921 dans la revue allemande Archiv für Sozialwissenschaft und Sozialpolitik.

## Résumé
Walter Benjamin propose dans cet essai une réflexion sur la légitimité de la violence d'État. Avant d'exclure le paradigme des fins et des moyens pour la penser, il propose de réfléchir sur sa place dans la société aux yeux du droit à travers les exemples du droit de grève ou du militarisme. Il clôt cet essai avec une réflexion sur les violences mythiques et divines qui semblent être les seules à avoir toute légitimité. Concernant la violence d'État, il conclut sur le fait qu'elle se caractérise par une alternance entre une violence fondatrice de droit qui devient conservatrice de droit jusqu'à ce qu'une autre violence fondatrice la supplante, qui connaîtra le même processus.

## Traductions
- Critique de la violence, suivi de : Destin et caractère et de : Brèves Ombres, traduction de Nicole Casanova, préface par Antonia Birnbaum, Paris, Payot, coll. « Petite Bibliothèque Payot », 2012
- Pour une critique de la violence, traduction et postface par Antonin Wiser, Paris, éd. Allia, 2019